# Art Kassel
Art Kassel (* 18. Januar 1896 in Chicago; † 3. Februar 1965  in Van Nuys, Kalifornien) war ein US-amerikanischer Jazz-Saxophonist und Bandleader.

## Leben und Wirken
Saxophonist Art Kassel und seine Kassels in the Air waren eine Attraktion der Chicagoer Musikszene; ihr Debüt hatte die Formation im Jahr 1924 im Midway Gardens, dann hatte Kassels Band ein 15 Jahre währendes Engagement im Bismarck Hotel und spielte häufig in den Aragon und Trianon Ballrooms, wo ihre Auftritte auch im Radio übertragen wurden und zu den bekannten Bands des Mittleren Westens gehörten. Ende der 1950er Jahre zog Art Kassel zur Westküste, wo er zwei Jahre lang mit seinem Orchester in einem lokalen Fernsehprogramm mit seiner Bandsängern auftrat (The Gloria Hart Show); Anfang der 1960er Jahre gastierte er auch im Hollywood Palladium, dann im Myron's Ballroom und zuletzt im Golden West Ballroom in Norwalk, wo seine Band das engagement auch nach seinem Tod im Februar 1965 fortsetzte. 
In den frühen Jahren von Kassels Band spielten bei ihm namhafte Jazzmusiker wie Benny Goodman, Bud Freeman und Muggsy Spanier. Während der 1930er Jahre wechselte Kassel vom Jazz zur Sweet music; seine späteren Orchester konnten das frühere musikalische Niveau nicht halten. 
Mit Vic Berton komponierte Kassel 1922 den Titel „Sobbin´ Blues“. Seine frühen Aufnahmen erschienen Anfang der 1980er Jahre auf Hindsight Records in der Reihe The Uncollected.